# Tvijälp (vid Krokudden, Esbo)
Tvijälp är en ö i Finland. Den ligger i Finska viken och i kommunen Esbo i landskapet Nyland, i den södra delen av landet. Ön ligger nära Helsingfors.
Öns area är 13,4 hektar och dess största längd är 0,5 kilometer i nord-sydlig riktning.